# Kvinden og blomsterne
Kvinden og blomsterne er en dansk dokumentarfilm fra 1995 med instruktion og manuskript af Hans-Henrik Jørgensen.

## Handling
Den polynesiske kvinde sensuelt indfanget af kameraet og forelsket betragtet som Kvinden med stort K - urkvinden, der i sig samler alle kvinders længsel og umiddelbare ønsker og behov. I en gavmild natur lever og elsker hun med en ophøjet skønhed, som også maleren Paul Gauguin dyrkede. Kvinden med blomsterkrans, hendes ansigt, læber, krop, bryster, køn. Kærlighed og elskov, nydelse og ekstase, indbydende stillinger og strejf af masochisme. Kvinden med stort K.